# Cima del Vallonetto
La Cima del Vallonetto (3.217 m s.l.m.) è una montagna del Gruppo d'Ambin nelle Alpi Cozie. Si trova in Val di Susa (Piemonte).

## Descrizione
La montagna si trova fuori dallo spartiacque principale tra la Francia e l'Italia in quanto è collocata a sud della Punta Sommeiller ed è da questa separata dalla Punta Galambra.
È collocata alla testata della cresta che divide la Val di Susa dalla Valfredda e che ha il Monte Jafferau come elevazione più significativa.
Il Bivacco Sigot si trova nei pressi della montagna e costituisce un buon punto d'appoggio per la sua ascensione.

## Salita alla vetta

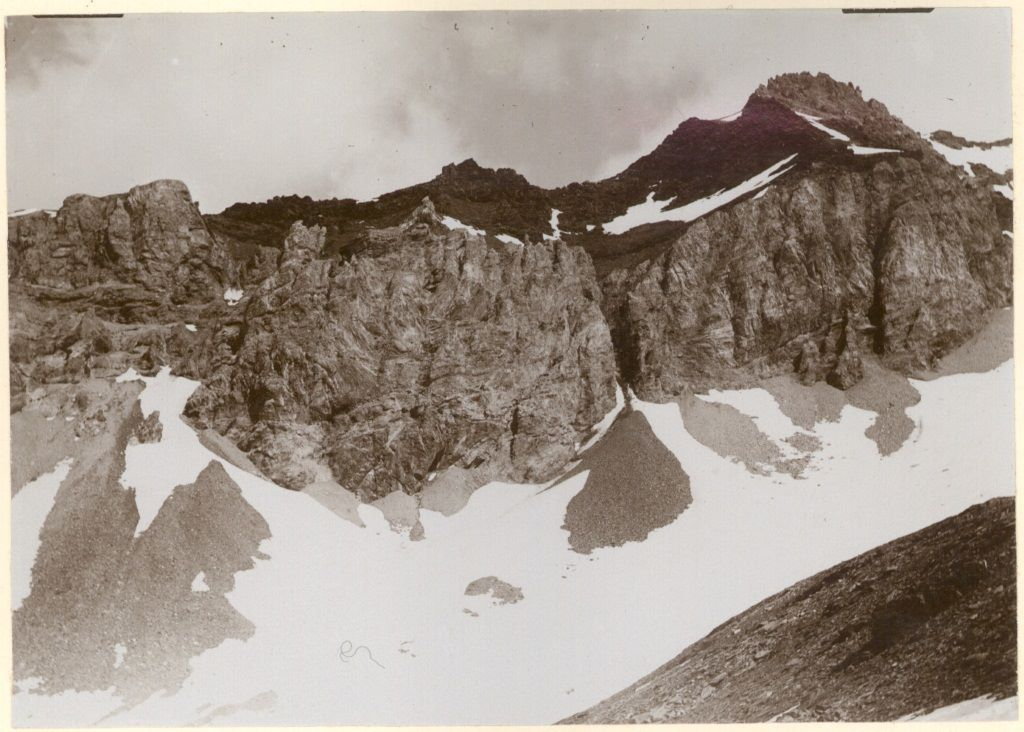
La montagna in una foto del 1913 di Mario Gabinio

Si può salire sulla vetta partendo dal Rifugio Levi Molinari oppure dal Rifugio Scarfiotti (2.165 m). In quest'ultimo caso si seguirà la strada sterrata per il Colle del Sommeiller fino al pianoro del Pian dei Frati (2.600 m circa), e si devierà quindi sulla destra lungo un sentiero che conduce al Passo dei Fourneaux (3.137 m). Percorrendo una lunga ma facile cresta interamente detritica si perviene, con alcuni saliscendi, al Passo Galambra (3.078 m), a brevissima distanza dalla Punta Galambra. Dal passo si seguono le tracce di sentiero che costeggiano i poco lontani torrioni della Cima del Vallonetto e, con un ultimo passaggio un po' esposto, si raggiunge la cima dove è collocata una piccola croce metallica. Poco sotto la vetta è posizionato il bivacco Gianfranco Joannas (3.216 m), ex ricovero militare inaugurato nel 2015 e sempre aperto per tutti gli alpinisti.
L'ascensione è generalmente valutata con difficoltà EE (escursionisti esperti), e comporta dalle 3 alle 4 ore di cammino dal rifugio.
Esiste una seconda via dal versante ovest, partendo dal Forte Pramand. Si segue la strada attraversando la Galleria dei Saraceni e poi inerpicandosi lungo la montagna. L'ultimo pezzo è un ripido sentiero sulla pietraia.